# Amelia Courthouse
La census-designated place américaine d’Amelia Courthouse, également connue sous les noms d’Amelia Court House ou encore Amelia, est le siège du comté d'Amelia, dans l’État de Virginie. Lors du recensement de 2010, sa population s’élevait à 1 099 habitants.